# Kibíjský masakr
Kibíjský masakr se odehrál 14. října 1953 ve vesnici Kibíja na Západním břehu Jordánu. Izraelská Jednotka 101 pod velením Ariela Šarona během tzv. odvetných útoků za aktivity fedajínů napadla vesnici Kibíja, která byla na území v té době kontrolovaném Jordánskem. Při útoku bylo zabito nejméně 69 Palestinců, dvě třetiny z nich byly ženy a děti. 
Zbořeno bylo 45 domů, škola a mešita. Útok následoval po přeshraničních nájezdech vedených z Jordánskem obsazeného Západního břehu, při kterých byli zabíjeni izraelští civilisté. Podle Izraele byl útok na Kíbiji především odvetou za útok na vesnici Jehud (12. října 1953), při kterém byla ve svém domě zavražděna mladá žena a její dvě děti.
Ariel Šaron si o útoku ve svém deníku napsal: „Kibíja měla být exemplárním příkladem pro ostatní.“ Dále napsal, že své jednotce přikázal „maximalizaci zabíjení a zničení majetků“.
Masakr odsoudilo ministerstvo zahraničí USA, Rada bezpečnosti OSN a židovské komunity po celém světě. Ministerstvo zahraničí USA popsalo nálet jako „šokující“ a využilo příležitosti k veřejnému ohlášení, že ekonomická pomoc Izraeli byla pozastavena (byla pozastavena již dříve z důvodu jiného nedodržení dohod o příměří z roku 1949). Po tomto incidentu Izrael omezil útoky na civilní cíle. Navzdory žádosti USA, aby byli zúčastnění přivedeni k odpovědnosti, Sharon nebyl stíhán. Ovšem nezávislost Jednotky 101 byla zrušena a o několik týdnů později byla její činnost zcela ukončena.

## Pozadí
Útok se odehrál v souvislosti s pohraničními střety mezi Izraelem a sousedními státy, které začaly téměř okamžitě po podepsání Dohod o příměří z roku 1949 po první arabsko-izraelské válce. Podél tzv. zelené linie příměří z roku 1949 docházelo k častým infiltracím, ozbrojeným i jiným, a to z obou stran. Mnoho infiltrací z jordánského území na Západním břehu Jordánu sestávalo z neozbrojených palestinských uprchlíků, kteří se pokoušeli vrátit ke svým rodinám. Během let 1948–1949 většina infiltrátorů překročila hranice, aby sklidila zanechanou úrodu, zasadila novou úrodu na opuštěných pozemcích nebo posbírala opuštěné věci. Mnoho dalších se pokoušelo přesídlit do svých starých vesnic nebo jinde v Izraeli, nebo navštívit příbuzné, anebo prostě jen nahlédnout do svých opuštěných domovů a polí. Během následujících let drtivá většina přišla z uprchlických táborů krást úrodu, zavlažovací potrubí, hospodářská zvířata nebo jiný majetek patřící izraelským osadníkům nebo pást jejich stáda. Někteří se věnovali pašování zboží nebo pošty – určité položky, jako například beduínské oblečení, byly v Izraeli často nedostupné a mezi Izraelem a arabskými státy neexistovaly žádné poštovní služby. Další se pohybovali přes izraelské území, aby se dostali do jiných arabských zemí, nejčastěji z Pásma Gazy na Západní břeh Jordánu. Většina infiltrátorů byli neozbrojení jednotlivci, i když se jeví, že podíl těch, kteří přišli ozbrojeni a ve skupinách, se po roce 1950 neustále zvyšoval.
Polovina vězeňské populace v Jordánsku v té době sestávala z lidí zatčených za pokus o návrat na izraelské území nebo nelegální vstup na izraelské území, ale počet stížností podaných Izraelem na infiltrace ze Západního břehu Jordánu ukazuje značné snížení, z 233 v prvních devíti měsících roku 1952 na 172 za stejné období v roce 1953, bezprostředně před útokem. Toto výrazné snížení bylo z velké části výsledkem zvýšené jordánské efektivity pohraničních hlídek. Mezi červnem 1949 a koncem roku 1952 bylo palestinskými infiltrátory z jordánského Západního břehu zabito celkem 57 Izraelců, většinou civilistů. Izraelský počet obětí za prvních devět měsíců roku 1953 byl 32. Za stejné období, 1949–1953, Jordánsko uvedlo, že jen ono utrpělo 629 zabitých a zraněných v důsledku izraelských invazí a přeshraničních bombových útoků. V tomto období docházelo k řadě útoků Izraelců na palestinské vesnice a Palestinců na izraelské osady.